# Пропелант
Пропелант се нарича материал, който бива използван, за да задвижи даден обект. Може да бъде газ, течност, плазма или твърдо вещество (от което обикновено чрез химическа реакция се получава задвижващ газ).
В техническия език думата обикновено се използва за обозначаване на реактивния материал, използван в ракетни двигатели. Често се използва погрешният термин „гориво“; всъщност пропелантът най-често или съдържа не само гориво, но и окислител (в химически двигатели), или не е горлив (в йонни двигатели), или претърпява реакция на химически разпад, а не на горене (повечето монопропелантни двигатели).

## Въведение
Химическите ракети, които са най-често използвани, действат чрез осъществяване на химическа реакция в пропеланта, използван в тях. Реакцията води до получаване на нажежени газове, които се разширяват и излизат с висока скорост от сопло. Това създава реактивна сила, насочена в посока, обратна на тази на излизащия газ, и равна на масата на газа, умножена по скоростта, с която той излиза от соплото. Тази сила е следствие от Третия закон на Нютон, и не се дължи на взаимодействие на излизащите газове с въздуха около ракетата. По тази причина ракетните двигатели действат и в безвъздушно пространство. (Всъщност, там те действат още по-добре, тъй като не се налага да преодоляват съпротивлението на въздуха и налягането му върху отвора на соплото.)
Максималната скорост, която може да постигне една ракета (при липса на други външни сили) е функция от съотношението на масата ѝ и скоростта на излизащите газове. Връзката се описва с формулата на Циолковски: {\displaystyle V_{f}=V_{e}\ln(M_{0}/M_{f})}. Съотношението на масата показва каква част от масата на ракетата при потеглянето ѝ е пропелант. При типичната едностепенна ракета пропелантът е около 90% от масата: това дава съотношение на масата от 1 / (1 – 0.9) = 10. Скоростта на излизащите газове често бива наричана специфичен импулс.

## Класификация по брой компоненти

### Монопропеланти
Състоят се от само един компонент. Понякога погрешно, или за удобство твърдите пропеланти биват отнасяни тук. Пропелантите, използвани в йонни двигатели, също обикновено са монопропеланти.

#### Популярни монопропеланти
- хидразин
- водороден прекис
- ксенон, живак, бисмут, цезий, индий (в йонни двигатели; като техен монопропелант може да се използва почти всичко, но се предпочитат лесно йонизируеми и трудно реагиращи химически вещества)

### Бипропеланти
Състоят се от два компонента (като правило гориво и окислител, съхранявани поотделно в течен вид, или смесени като твърда смес).

#### Популярни бипропеланти
- течен водород (LH2) и течен кислород (LOX)
- керосин и течен кислород
- асиметричен диметилхидразин (АДМХ, UDMH) и двуазотен четириокис (N2O4) (хиперголичен пропелант)
- монометилхидразин (ММХ, MMH) и двуазотен четириокис (N2O4) (хиперголичен пропелант)

### Трипропеланти
Най-често става дума за бипропелант, към който като трети компонент се добавя вещество с много ниска молекулна маса (напр. водород) с цел подобряване на специфичния импулс на двигателя. В редки случаи трети компонент се използва за регулиране на режима на работа на двигателя, или е част от сместа на твърд двукомпонентен пропелант.

### Мултипропеланти
Пропеланти с повече от три компонента се използват в ракетната техника рядко. Като правило става дума за твърд пропелант, който е смес на повече от три компонента.

## Химически пропеланти
Класифицирани са според агрегатното състояние на пропеланта преди началото на химическата реакция.

### Твърд пропелант
Обикновено представлява фина смес от прахообразни гориво и окислител. Често към сместа се добавят допълнителни вещества, с цел катализиране или регулиране на процеса на горене, свързване на праха в плътна материя.
Двигателите, които работят с твърд пропелант, като правило могат да бъдат стартирани само веднъж – процесът на горене няма как да бъде спрян, и след това започнат отново. Това ограничава използването на твърд пропелант до двигатели за еднократно запалване, най-вече степени на ракети-носители и двигатели за извеждане на космически кораб от орбита. Също, такива двигатели обикновено имат по-нисък специфичен импулс, и са по-тежки (тъй като цялата камера на двигателя трябва да е способна да издържи високото налягане при горенето), но развиват мощност, която течногоривните двигатели трудно постигат.

#### Популярни твърди пропеланти
- черен, или димен барут – използва се във фойерверки и ракетни модели
- пропелантът за първата степен на Ариана 5 - калиев перхлорат като окислител, алуминиев прах като гориво и полибутадиен като горивно и свързващо вещество.
- пропелантът за първата степен (бустерите, двете цилиндрични тела) на космическата совалка, сроден по химически състав на този в първата степен на Ариана 5. Самата совалка е с течногоривни двигатели.

### Течен пропелант
Когато компонентите на пропеланта са течни, те обикновено се съхраняват в отделни резервоари, и се смесват в двигателя, където протича химичната реакция. Обикновено са бипропеланти (виж там за примери).
Двигатели, които работят с течен пропелант, обикновено могат да бъдат включвани и изключвани по повече от веднъж. Като правило базираните на хиперголичен пропелант двигатели позволяват почти неограничен брой стартирания и изключвания. Двигатели, които работят с изискващ отделно запалване пропелант, често са предвидени за ограничен брой стартирания (апаратурата за запалването им понякога е тежка и сложна; също, режимът на работа на двигателя през първите няколко секунди след запалването не е стабилен).

### Хибридни пропеланти
Обикновено е комбинация от твърдо гориво и газообразен окислител. Използва се сравнително рядко; от този тип е двигателят на SpaceShipOne.
Предимствата на хибридните пропеланти са:
- позволява многократно стартиране и изключване на двигателя, подобно на двигател с течен пропелант
- екологично са по-чисти (обикновено за окислител се използва течен кислород или двуазотен четириокис, докато комерсиално използваните твърди пропеланти съдържат като окислител перхлоратни съединения)
- схемата на двигателя е по-проста, отколкото на двигател с течен пропелант (само единият компонент е течност)

Хибридните пропеланти обаче имат и съществени недостатъци:
- смесването на гориво и окислител е по-бавно: процесът на горене е труден за контролиране, и доста окислител остава неизгорял (това понижава специфичния импулс, и оттам ефективността на двигателя)
- размерът на изходното сопло проявява тенденция да се разширява с работата на двигателя, а това влошава параметрите му и засилва проблема с неизгорелия окислител

## Инертни пропеланти
Някои ракетни двигатели получават енергията си от не-химическа реакция на пропеланта, или дори от външен източник:
- водните и сродните им ракети черпят енергия от газ под налягане
- йонните и сродните им двигатели използват електрическа енергия, за да ускорят пропеланта чрез електростатично или електромагнитно поле
- термалните двигатели (слънчеви и ядрени) загряват силно пропеланта с топлина от съответния източник